# Tyrrhenoleuctra
Tyrrhenoleuctra is een geslacht van steenvliegen uit de familie naaldsteenvliegen (Leuctridae). De wetenschappelijke naam van het geslacht is voor het eerst geldig gepubliceerd in 1957 door Consiglio.

## Soorten
Tyrrhenoleuctra omvat de volgende soorten:
- Tyrrhenoleuctra antoninoi Fochetti & Tierno de Figueroa, 2009
- Tyrrhenoleuctra minuta (Klapálek, 1901)
- Tyrrhenoleuctra tangerina (Navás, 1922)
- Tyrrhenoleuctra zavattarii (Consiglio, 1956)